# Alfonso Candón Adán
Alfonso Candón Adán (El Puerto de Santa María, 21 de julio de 1969) es un político español del Partido Popular, diputado por Cádiz en el Congreso durante las x, xi y xii legislaturas.

## Biografía
Graduado Social por la Universidad de Cádiz. Empresario de autoescuela, trabajó en un gabinete de Asesoría Jurídica Laboral y Fiscal. Entró a formar parte de la corporación municipal de El Puerto de Santa María en 2002. Reelegido tras las elecciones municipales de 2003, se hizo cargo de la secretaría de Participación Ciudadana del Partido Popular en la provincia de Cádiz hasta 2007. Tras las elecciones de 2007 fue nombrado teniente alcalde a cargo de Infraestructuras, Obras, Mantenimiento, Alumbrado y Edificación, hasta 2011.
Entre 2007-2009 fue secretario general de la sección local del PP y desde ese último año presidente del PP en el municipio. Entre 2007 y 2011 fue diputado provincial en la Diputación de Cádiz. En 2011 fue reelegido como miembro de la corporación de El Puerto de Santa María tras las elecciones municipales de ese año. También en 2011 ocupó la quinta posición en la lista al Congreso por la circunscripción de Cádiz y fue elegido diputado. Debido a ello, abandonó su puesto en la Diputación Provincial. 
En 2014 Enrique Moresco dimitió como alcalde de El Puerto de Santa María y propuso a Alfonso Candón como su sucesor, que fue investido el 30 de enero del mismo año. En 2015 fue candidato en las elecciones municipales pero perdió su cargo de alcalde en beneficio de una alternativa de izquierda liderada por el socialista David de la Encina Ortega. No obstante, conservó su cargo como concejal en la oposición. Tras las elecciones generales de 2015 y 2016, fue reelegido diputado por Cádiz en el Congreso.
En su última sesión de la cámara baja, protagonizó uno de los momentos más emotivos entre dos diputados tan distantes ideológicamente, al ser protagonista de unas bonitas palabras de despedida por parte de Alberto Rodríguez (diputado por Podemos), “Es usted una buena persona” ó "Usted pone calidad humana a este sitio".